# Сафонове (станція)
Сафонове - вузлова залізнична станція Білоруського напрямку Московської Залізниці в однойменному місті Смоленської області .

## Історія
Заснована в 1870 році. До 1968 року називалася Дорогобуж, попри те, що саме місто Дорогобуж розташовується на південь.

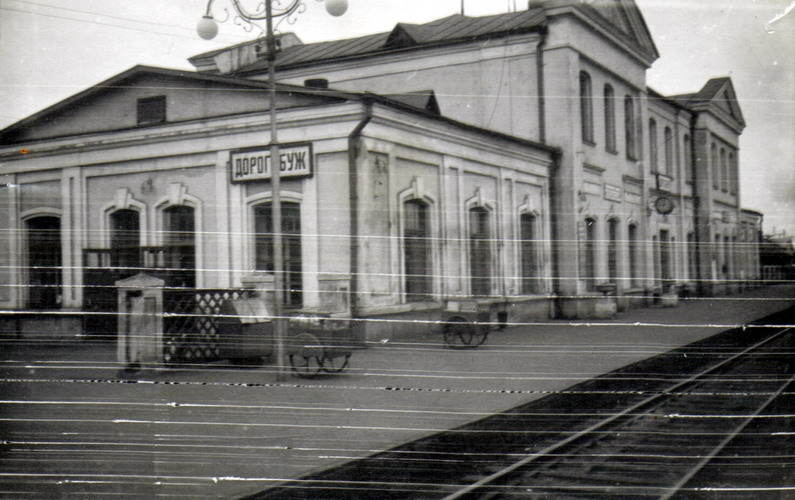
Вокзал станції (до перейменування на Сафонове)
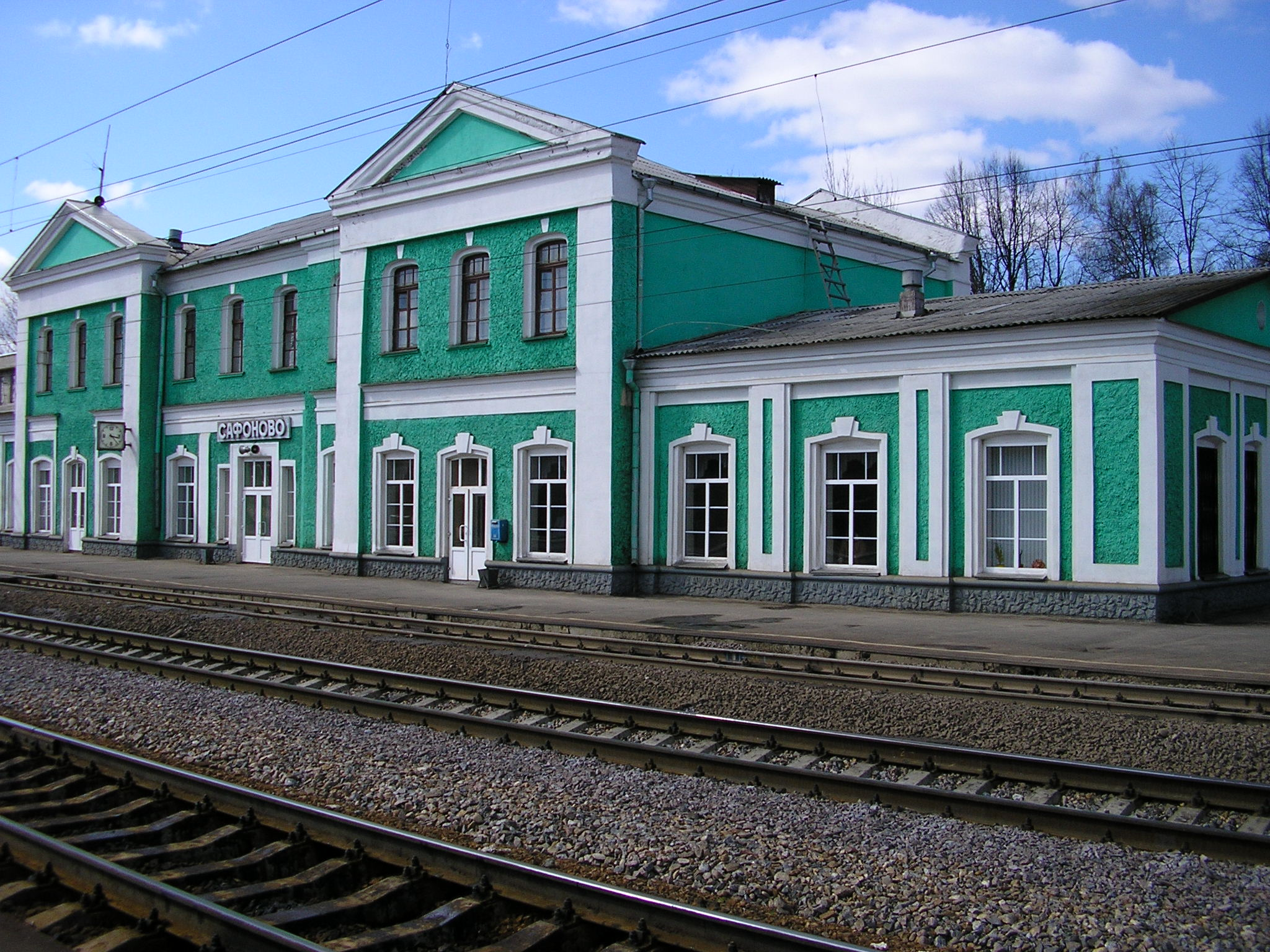
Вокзал станції, 2005 р.

## Опис

### Інфраструктура
Станція має вокзальну будівлю, в якій розташовані зал очікування, каси та туалети. 
Станція складається з двох платформ (бічної та острівної, обидві низькі), з'єднаних настилом через колії
Навісами та турнікетами не обладнана.
Вокзал станції входить до складу Московської дирекції пасажирських облаштувань , а приміське сполучення забезпечується Смоленським регіональним центром АТ « ЦППК »  .

### Розташування
Територіально станція розташована посередині міста. На північ від станції розташований автовокзал Сафоново, на якому можна здійснити пересадку на міські, приміські та міжміські автобуси. 

## Рух та колійний розвиток
Станція знаходиться на головному ході Смоленського (Білоруського) напрямку Московської залізниці .
Від станції відходять дві неелектрифіковані одноколійні лінії:
- на схід - у бік станції Володимирський тупик ;
- на південний схід - у бік селища Верхньодніпровський .

### Смоленський (Білоруський) напрямок МЗ

#### Приміські поїзди
Є кінцевою для приміських електропоїздів Смоленськ – Сафонове та Вязьма – Сафонове. На станції також зупиняються приміські електропоїзди, що прямують маршрутом Смоленськ — Вязьма (і назад).

#### Поїзди далекого прямування
На станції зупиняються потяги, що прямують з Москви до Бреста (і назад), зі Смоленська до Санкт-Петербурга (і назад), а також « Ластівки », що прямують маршрутом Москва — Смоленськ (і назад).

### Лінія на Володимирський тупик
Пасажирського руху у бік станції Володимирський тупик немає, проте до 2014 року ходили поїзди Смоленськ — Володимирський тупик  і назад), що проходили Сафонове із зупинкою, а потім і скорочені поїзди Сафоново — Володимирський тупик  .
Лінія визнавалася збитковою  і планувалася до часткового закриття , проте збережено (і в певний момент нарощено) вантажний рух до станції Ігорівська  .

### Лінія на Верхньодніпровський
Вантажна лінія, що йде до Верхньодніпровського, в тому числі обслуговує потреби ПАТ «Дорогобуж»  , що входить до групи компаній « Акрон »  . За деякими твердженнями    лінія була вантажопасажирською і мала розгалуження на Верхньодніпровський та місто Дорогобуж.

## Інциденти
У серпні 2006 року у вагоні приміського пасажирського поїзда, що прямував маршрутом Смоленськ — Володимирський тупик, було виявлено 100 грамів ртуті . Потяг було зупинено на станції Сафонове, пасажирів евакуйовано, а вагон пройшов демеркурізацію . 

## Фотогалерея

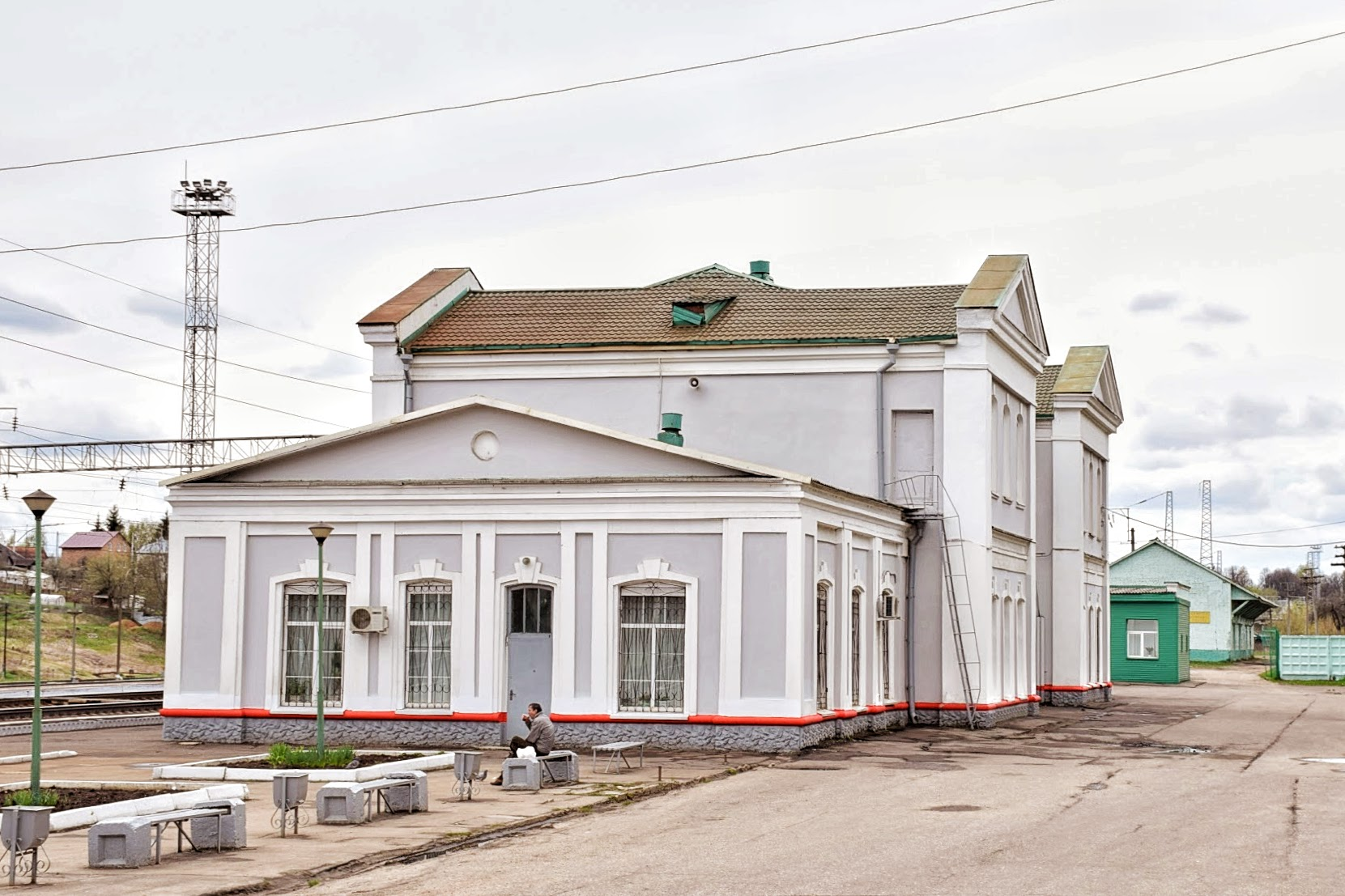
Привокзальна територія та торець вокзалу
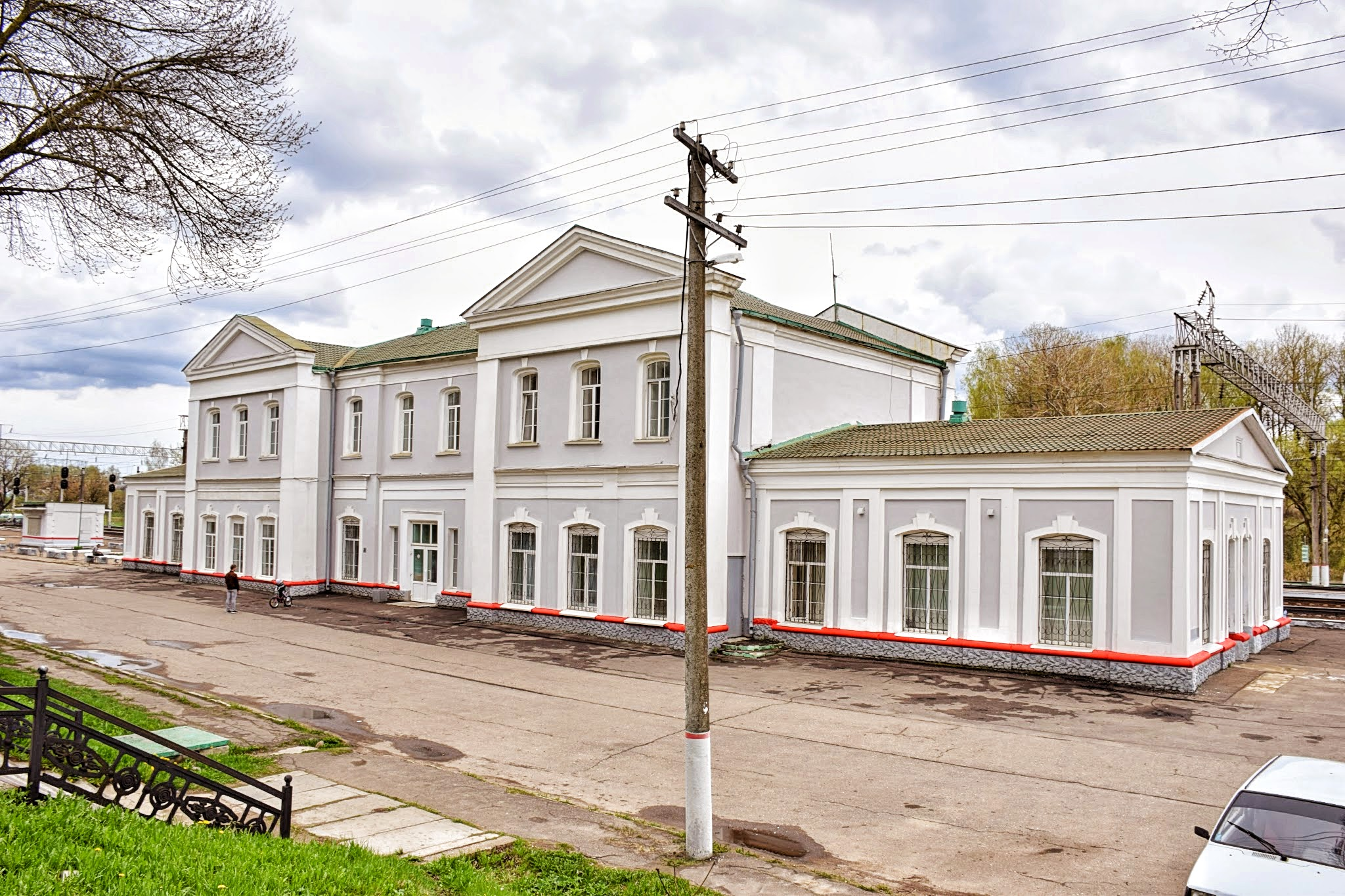
Вид вокзалу з боку Привокзальної вул.